# Миллер, Виктор (сценарист)
Виктор Миллер (англ. Victor Miller; род. 14 мая 1940, Новый Орлеан, Луизиана, США) — американский сценарист и писатель. Известен как сценарист оригинального фильма «Пятница, 13-е» 1980 года.
Он также написал сценарий для нескольких дневных телесериалов, за которые он выиграл три награды «Дневной Эмми». Работал над сериалами «Направляющий свет», «Одна жизнь, чтобы жить», «Другой мир» и «Все мои дети».